# Tanghe River Park
Il Tanghe River Park si trova nella città cinese di Qinhuangdao. È stato creato sulla costa del fiume Tanghe nel luglio 2006 e ospita il Red Ribbon, una panchina in acciaio rosso che si estende per mezzo chilometro attraverso il parco. The Ribbon ha vinto un premio d'onore dalla American Society of Landscape Architects ed è stato scelto dai lettori della rivista Condé Nast Traveller come una delle sette meraviglie del mondo dell'architettura.
Lungo la panchina d'acciaio del nastro rosso ci sono varie piante piantate ogni tanto lungo la panchina del parco fluviale. La panchina ha quattro padiglioni a forma di nuvole che la rendono una struttura unica per proteggere dagli agenti atmosferici. I padiglioni sono luoghi in cui i visitatori del parco possono riunirsi per incontri sociali che danno alla gente un'estetica interessante. I processi ecologici e i siti naturali sono intatti, che sono due attributi che sono molto apprezzati dai visitatori.

## Architetti del paesaggio
Lin Shihong, Chen Chen, Niu Jin, Hong Wei, He Jun, Ning Weijing, Li Yao.